# Thymus capitellatus
Thymus capitellatus — вид рослин родини глухокропивові (Lamiaceae), ендемік Португалії. Етимологія: лат. caput — «голова», ellum — зменшувальний суфікс, atus — суфікс який означає присвійність або подібність.

## Опис
Напівчагарник до 50 см заввишки, піднятий. Довгі, витончені стебла, з чотирикутним перетином, з дуже короткими волосками. Листки черешкові, 3.5–5.5 × 1–2 мм, вузько-яйцеподібні або яйцеподібно-ромбоподібні, без вій на основі, з жовтуватими сфероїдальними залозами. 
Суцвіття 8–17 мм, головоподібні, іноді розділені, іноді з парою квітів у вузлі безпосередньо під головою. Приквітки 4.5–7.5 × 3.5–7 мм, яйцеподібні, не війчасті. Чашечка 2.5–5 мм, запушена; трубка 1–1.5 мм. Вінчик ≈8 мм, білий або кремовий колір. Тичинки пурпурні. Горішки ≈0.6 мм. 2n = 15.

## Поширення
Ендемік Португалії.
Населяє пустища, соснові ліси, піщані або стабілізовані морські дюни.